# Nitrificatie

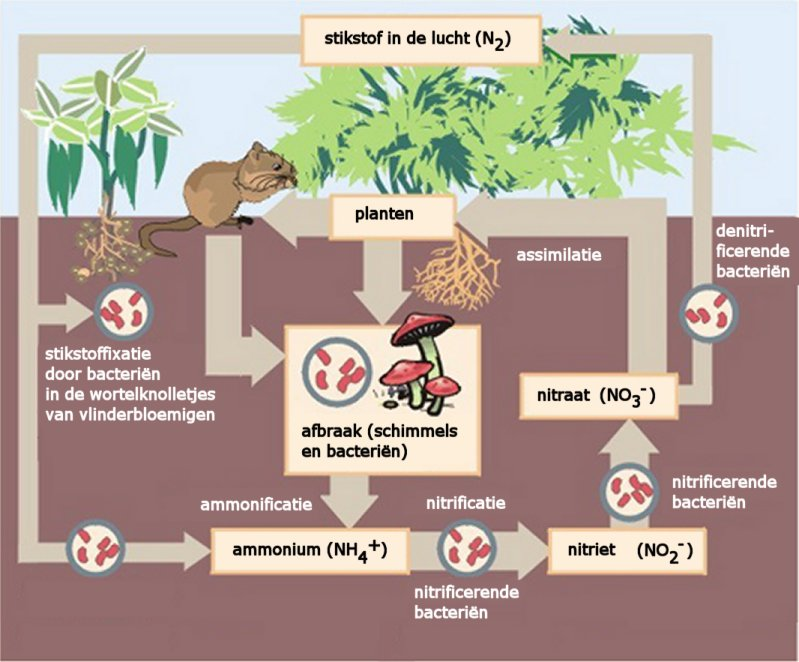
Stikstofkringloop

Nitrificatie is, in de natuur, de biologische oxidatie in de bodem van de stikstofverbinding ammonium tot de stikstofverbinding nitriet, gevolgd door de oxidatie van dit nitriet tot de stikstofverbinding nitraat. Dit ammonium komt gedeeltelijk van stikstoffixatie door symbiotische wortelbacteriën van het bacteriegeslacht Rhizobium, en gedeeltelijk van biologische afbraak van, in organisch materiaal aanwezige, eiwitten door vrijlevende bodembacteriën (reducenten).
Nitrificatie is een belangrijke stap in de stikstofkringloop van ecosystemen, waarbij de in dood organisch materiaal vastgelegde stikstof weer beschikbaar komt voor de levende planten.

## Stikstofkringloop
De oxidatie van ammonium tot nitraat gebeurt in twee stappen door autotrofe bacteriën uit verschillende geslachten. De eerste stap naar nitriet gebeurt onder andere door bacteriën uit de geslachten Nitrosomonas en Nitrosospira. De tweede oxidatieve stap, naar nitraat, gebeurt hoofdzakelijk door bacteriën uit de geslachten Nitrospira en Nitrobacter.
De verschillende soorten bacteriën komen in de natuur (en in industriële systemen) meestal tegelijk voor. Het is echter mogelijk om een systeem te maken, waarbij alleen nitriet geproduceerd wordt. Hierbij wordt gebruikgemaakt van het feit dat ammonium-oxiderende bacteriën bij hogere temperatuur (boven de 30 °C) sneller groeien dan nitriet-oxiderende bacteriën. Op deze wijze kan een waterzuiveringssysteem worden gemaakt waarin ammonium-oxiderende bacteriën zich kunnen handhaven en nitriet-oxiderende bacteriën niet. Dit wordt het SHARON-proces genoemd. In dit systeem wordt het geproduceerde nitriet vervolgens door middel van denitrificatie gereduceerd tot stikstofgas. Wanneer denitrificatie achterwege wordt gelaten en bovendien geen pH-correctie wordt toegepast, stopt de nitrificatie -ten gevolge van verzuring- wanneer ongeveer 50% van het ammonium is omgezet naar nitriet. Het effluent van de zuiveringsinstallatie bevat dan ammonium en nitriet in een molaire ratio van ongeveer 1:1; het ideale influent voor het anammox-proces.

## Reactievergelijkingen
Eerste stap van ammoniak naar nitriet:
{\displaystyle {\ce {2 NH3 + 3 O2 -> 2 H^+ + 2 NO2^- + 2 H2O}}} + energie (ΔG°' = −235 kJ/mol)
Hydroxylamine ({\displaystyle {\ce {NH2OH}}}) is een intermediair in dit proces. De vorming van {\displaystyle {\ce {H^+}}} geeft aan dat nitrificatie een verzurend proces is.
Tweede stap van nitriet naar nitraat:
{\displaystyle {\ce {2 NO2^- + O2 -> 2 NO3^-}}} + energie (ΔG°' = −76 kJ/mol)
Totaalvergelijking:
{\displaystyle {\ce {2 NH3 + 4 O2 -> 2 H3O^+ + 2 NO3^-}}} + energie

## Waterzuivering
Nitrificatie speelt een belangrijke rol in de afvalwaterzuivering bij het verwijderen van stikstofverbindingen uit het afvalwater. Hierbij wordt nitrificatie gevolgd door denitrificatie. Hiervoor is een elektrondonor nodig, meestal organisch materiaal uit huishoudelijk afvalwater (bijvoorbeeld resten van feces), maar sulfide is ook mogelijk.